# در هزارتوهای نظم جهانی
در هزارتوهای نظم جهانی کتابی است از ناصر فکوهی.
این کتاب در سال ۱۳۸۴ و در تهران و توسط نشر نی به چاپ رسید.
این کتاب در کنار ۲ کتاب از فرهنگ تا توسعه و انسان‌شناسی و توسعه یکی از سه کتاب اساسی است که ناصر فکوهی به موضوع توسعه و روابط پیچیده آن با فرهنگ اختصاص داده‌است.
در این کتاب مسئله توسعه، ابتدا در قالب بحثی طولانی دربارهٔ تغییر رویکردهای فناورانه به موضوع توسعه در طول صد سال اخیر، به سوی رویکردهای فرهنگی توصیف و تحلیل شده و بر دلایل و پی آمدهای این امر تأکید شده‌است.

## پی‌نوشت
1. ↑  گروه کتاب و رسانه (۱۲ آبان ۱۳۸۹). «در هزارتوهای نظم جهانی». انسان‌شناسی و فرهنگ. بایگانی‌شده از اصلی در ۱۱ ژوئن ۲۰۱۱. دریافت‌شده در ۸ فروردین ۱۳۹۰. از پارامتر ناشناخته |ماه= صرف‌نظر شد (کمک)